# Голенков, Андрей Васильевич
Андрей Васильевич Голенков — советский и российский психиатр, автор более 1100 научных публикаций, в числе которых 10 монографий, два руководства, учебники, 500 журнальных статей, 10 рационализаторских предложений и три изобретения (патента), 100 учебно-методических работ для врачей и студентов, редактор более 20 сборников научных трудов.

## Биография
Голенков Андрей Васильевич родился в г. Находка 28 января (10 февраля)  1960 года. Врач в третьем поколении (бабка и мать — врачи), как и многие члены семьи (жена, дочь, сестра). После окончания средней школы поступил на лечебный факультет Астраханского государственного медицинского института, который окончил в 1983 году. В 1983-1984 годах проходил интернатуру по специальности «Психиатрия» при Первом Ленинградском медицинском институте им. И.П. Павлова (ныне — Первый Санкт-Петербургский государственный медицинский университет им. акад. И.П. Павлова).
В 1984-1987 годах работал главным врачом (директором) Серёдкинского психоневрологического интерната в Псковской области.
В 1987-1990 годах обучался в очной аспирантуре при Ленинградском научно-исследовательском психоневрологическом институте им. В.М. Бехтерева (отделение биологической терапии психически больных) (ныне — Национальный медицинский исследовательский центр психиатрии и неврологии им. В.М. Бехтерева), после окончания которой защитил кандидатскую диссертацию на тему: «Клинико-терапевтическое исследование шизофренического дефекта в связи с задачами реабилитации».
В течение двух лет (1990-1991 годы) работал ассистентом (старшим лаборантом) кафедры психиатрии Астраханского государственного медицинского института.
В 1992-1996 годах — ассистент курса психиатрии Чувашского государственного университета им. И.Н. Ульянова в г. Чебоксары, в 1996-1999 годах — доцент, а с 1999 года — профессор, заведующий кафедрой психиатрии, медицинской психологии и неврологии Чувашского государственного университета им. И.Н. Ульянова.
В 2004-2007 и 2023-2025 годах — проректор по научной работе в «Институте усовершенствования врачей» Минздрава Чувашии (по совместительству). 

## Научная и педагогическая деятельность
В 1991 году защитил кандидатскую диссертацию (руководитель — проф. Р.Я. Вовин), а в 1998 году — докторскую диссертацию «Психические расстройства как медико-социальная проблема» (региональный аспект) (консультант — академик РАМН Т.Б. Дмитриева). В 1999 году получил степень доктора медицинских наук. В 1996 году А.В. Голенкову присвоено звание доцента по специальности «Психиатрия», а в 2001 году — звание профессора.
Начиная с 1990-х годов, по инициативе и при активном участии А.В. Голенкова в Чувашии регулярно проводятся научно-практические конференции по актуальным проблемам психического здоровья, а также съезды психиатров, наркологов и психотерапевтов Чувашии (1995, 2000, 2005, 2010, 2015).
В сферу научных интересов А.В. Голенкова входят эпидемиологические и организационные исследования в психиатрии (судебной психиатрии), наркологии, суицидологии и сомнологии, сестринское дело в психиатрии, а также вопросы оптимизации преподавания психиатрии в медицинском вузе.
С 2015 по 2022 год А.В. Голенков являлся главным редактором электронного сетевого журнала «Acta Medica Eurasica» (включен в список ВАК в 2022, после этого — член редакционной коллегии журнала); членом редакционных коллегий и советов журналов: «Суицидология» (входит в список Web of Science), International Journal of Law and Psychiatry (входит в список Scopus и Web of Science), «Наркология», «Психическое здоровье», «Личность в меняющемся мире: здоровье, адаптация, развитие» (все три издания входят в список ВАК), «Медицинская сестра», «Медицинская психология в России», «Здравоохранение Чувашии».
Всего им подготовлены 1 доктор и 7 кандидатов медицинских наук. Ряд работ защищены на стыке психиатрии с неврологией и акушерством-гинекологией. Клиническую ординатуру по психиатрии и неврологии на кафедре закончили около 100 учащихся.

## Деятельность в профессиональных общественных организациях
В 1995-2000 годах — председатель Чувашской Ассоциации врачей психиатров, наркологов и психотерапевтов.
С 2000 года по настоящее время — член Правления Российского общества психиатров.

## Награды
Заслуженный врач Чувашской Республики (2007 год).
В 2010 году награждён грамотой Министерства образования и науки Российской Федерации.
В 2020 году назначена Государственная стипендия для выдающихся деятелей науки Чувашской Республики.
В 2022 году включен в список выдающихся земляков Чувашии (2022).

## Эпонимы
Постгомицидные самоубийства – самоубийство после совершенного убийства. В отечественной (русскоязычной) литературе оно зачастую описывается как «расширенное самоубийство». Обычно на фоне бредовой (психотической) депрессии больной решает покончить не только с собой, но и с близкими людьми, избавляя их от «кажущихся мучений» и искупая «мнимую вину». Это охватывает лишь малую часть таких деликтов в реальной жизни. Поэтому постгомицидное самоубийство более удачный и всеохватывающий термин, отражающий сущность совершенного деяния. А.В. Голенков в своей оригинальной классификации постгомицидных самоубийств описал супружеские (партнерские), детские, семейные, внесемейные и их особые формы (массовые, подростковые, mercy killing, по договоренности, прочие) .
Бред коронавирусного (само)презрения  ̶  синдром преимущественно чувственного бреда. Генез бреда связан с психогенно-травмирующим фактором, которым выступает коронавирусная инфекция с относительно тяжелым течением. На фоне соматических осложнений (пневмония вирусной этиологии со значительным поражением легких, дыхательной и сердечно-сосудистой недостаточности) нарушается сон, появляются тревога и страх смерти. В формировании этой фабулы бреда также участвует самостигматизация (стигма), связанная с коронавирусной инфекцией. Наблюдаются симптомы бредового настроения и бредового восприятия с последующим бредовым толкованием происходящих событий. У больных нередко имеются сенситивно-шизоидные черты характера, сопутствующие органические (сосудистые) расстройства. Переживания в виде страха смерти с ощущениями стыда и «заразности» в условиях жесткого карантина способствуют формированию бреда коронавирусного само(презрения). В отличие от сенситивного бреда отношения, который является стойким и резистентным к терапии, бред коронавирусного (само)презрения значительно лучше поддается лечению, но может сопровождаться бредовым поведением с гомицидно-суицидальными намерениями. Возможны проявления коронавирусного (само)презрения в виде сверхценных идей .

## Список значимых работ

### Книги
1. Голенков А.В. Пограничные психические расстройства у студентов Чувашии. Чебоксары: Чувашский госуниверситет, 1996. 116 с.
2. Николаев Е.Л., Голенков А.В., Меркулова Л.М. Пострадиационные психические расстройства клинико-терапевтический и гистохимический аспекты. Чебоксары: Чувашский госуниверситет, 2002. 144 с.
3. Орлов Ф.В., Голенков А.В., Иваничев Г.А. Головная боль в клинике психических нарушений. Чебоксары: Чувашский госуниверситет, 2005. 132 с.
4. Петрова Е. А., Шмелева С. В., Голенков А.В. Психология: Учебник. Москва: Российский государственный социальный университет, 2013. 352 с.
5. Шмелева С. В., Голенков А.В. Психопатология: Практическое руководство. Москва: ГЭОТАР-Медиа, 2021. 288 с.
6. Голенков А.В., Зотов П. Б. Постгомицидные самоубийства. Тюмень: Вектор Бук, 2022. 424 с.
7. Голенков А.В., Дубов В.В., Калинина Е.В., Овечкина Л.А. Республиканская психиатрическая больница: прошлое, настоящее, будущее. Чебоксары: Чувашское книжное издательство, 2022. 263 с.
8. Козлов В.А., Зотов П.Б., Голенков А.В. Суицид: генетика и патоморфоз. Тюмень: Вектор Бук, 2023. 200 с.
9. Голенков А.В., Зотов П. Б. Самоубийства после убийства. Москва: ГЭОТАР-Медиа, 2024. 240 с. DOI: 10.33029/9704-7975-9-SAH-2024-1-240
10. Козлов В.А., Зотов П.Б., Голенков А.В. Генетика суицида. Тюмень: Вектор Бук, 2025. 352 с.
11. Козлов В.А., Зотов П.Б., Голенков А.В. Генетика суицида: электр. издание. Москва: ГЭОТАР-Медиа, 2025. 304 с. DOI: 10.33029/9704-9496-7-GSU-2025-1-304

### Книги (главы)
1. ШИЗОФРЕНИЧЕСКИЙ ДЕФЕКТ (ДИАГНОСТИКА, ПАТОГЕНЕЗ, ЛЕЧЕНИЕ). Коллективная монография. Под общей редакцией М.М. Кабанова. Санкт-Петербург, 1991.
Вовин Р.Я., Голенков А.В., Фактурович А.Я., Шепелин М.Ю. Клиника и типология дефицитарных нарушений при шизофрении. Постановка проблемы. С. 6-29.
Вовин Р.Я., Голенков А.В., Иванов М.В., Пиль Б.Н., Виленский Б.С., Чичкова Т.Ю. Органическая недостаточность головного мозга при шизофрении и аффективных психозах и формирование симптомов дефекта. С. 61-85.
Вовин Р.Я., Голенков А.В., Фактурович А.Я., Лукин В.О., Коцовский А.Д., Шепелин М.Ю. Некоторые подходы к фармакологической коррекции шизофренического дефекта. С. 124-154.
2. Шмелева С.В. МЕДИКО-СОЦИАЛЬНАЯ РЕАБИЛИТАЦИЯ: Учебник. Москва: Изд-во РГСУ, 2013. 208 с.
Николаев Е.Л., Голенков А.В. Основные этапы социальной реабилитации. Особенности реабилитации ликвидаторов последствий аварии на Чернобыльской АЭС. Гл. 6. С. 124-154.
3. СОМНОЛОГИЯ И МЕДИЦИНА СНА: национальное руководство памяти A.M. Вейна и Я.И. Левина / Под ред. М. Г. Полуэктова. Москва: Медконгресс, 2016. 664 с.
Голенков А.В. Нарушения сна и психическая патология. Гл. 20. С. 545-558.
4. СОМНОЛОГИЯ И МЕДИЦИНА СНА: Национальное руководство памяти А.М. Вейна и Я.И. Левина / (2-е изд., доп. и перер.) / Под ред. М.Г. Полуэктова. Москва: Медконгресс, 2020. 664 с.
Волель Б.А., Петелин Д.С., Голенков А.В. Инсомния при психических расстройствах. Гл. 20: 506—523.
5. СУИЦИДАЛЬНЫЕ И НЕСУИЦИДАЛЬНЫЕ САМОПОВРЕЖДЕНИЯ ПОДРОСТКОВ / Под ред. П.Б. Зотова. Тюмень: Вектор Бук, 2021. 472 с.
6. COVID-19: ПЕРВЫЙ ОПЫТ. 2020 / Под ред. П.Б. Зотова. Тюмень: Вектор Бук, 2021. 463 с.
7. «КАЧЕСТВО ЖИЗНИ» В КЛИНИЧЕСКОЙ ПРАКТИКЕ руководство для врачей / Под ред. П.Б. Зотова. Тюмень: Вектор Бук, 2022. 352 с.
Голенков А.В., Зотов П. Б. Самоубийства после убийств из сострадания. Гл. 17. С. 243-255.
8. COVID-19: ПСИХИЧЕСКИЕ И НЕВРОЛОГИЧЕСКИЕ ПОСЛЕДСТВИЯ руководство для врачей / Сер. COVID-19. От диагноза до реабилитации. Опыт профессионалов / Под ред. П.Б. Зотова. Москва: ГЭОТАР-Медиа, 2023. 224 с.
Голенков А.В., Орлов Ф.В., Деомидов Е.С., Булыгина И.Е. Бред коронавирусного презрения и постгомицидные самоубийства. Гл. 4. С. 70-80.
9. СУИЦИДАЛЬНЫЕ И НЕСУИЦИДАЛЬНЫЕ САМОПОВРЕЖДЕНИЯ ПОДРОСТКОВ / Под ред. П.Б. Зотова. Москва: ГЭОТАР-Медиа, 2023. 472 с.
Голенков А.В. Интернет и суицидальное поведение. Гл. 9. С. 225-243.
Голенков А.В. Подростковые постгомицидные самоубийства. Гл. 11. С. 250-261.

### Статьи
- 1989

Vovin RYa, Morozov VI, Fakturovich AYa, Pil’ BN, Golenkov AV, Za’vialov IM. [Study of the morphological characteristics of the brain in patients with schizophrenia by the method of computerized tomography]. Zh Nevropatol Psikhiatr Im S S Korsakova. 1989;89(7): 52-55.
- 1991

Vovin RYa, Fakturovich AYa, Golenkov AV, Lukin VO. [Correction of apathetic-abulic manifestations of schizophrenia with cholinotropic drugs]. Zh Nevropatol Psikhiatr Im S S Korsakova. 1991;91(2): 111-115.
Tkachenko SV, Vovin RYa, Fakturovich AYa, Golenkov AV, Lukin VO. [Neuropsychological study of the schizophrenic defect]. Zh Nevropatol Psikhiatr Im S S Korsakova. 1991;91(7):93-97.
- 1992

Vovin RYa, Fakturovich AYa, Golenkov AV, Lukin VO. Correction of apathic-abulic manifestations of the processual defect by cholinotropic preparations. Neurosci Behav Physiol. 1992; May-Jun; 22(3): 241-245. doi: 10.1007/BF01196912
1998-2009
Golenkov A.V. Family forms of mental disorders (epidemiological aspect). Russian Psychiatric Journal. 1998; 2: 53-55.
Golenkov A.V. Modern possibilities of primary prevention of mental disorders. Social and Clinical Psychiatry. 1998; 8 (3): 109-114.
Golenkov A.V. Regional statistical model of detection and prevalence of drug addictions. Problems of Narcology. 2000; 2: 75-79.
Golenkov A.V. Clinical and social characteristics of patients with delusions of witchcraft who committed socially dangerous acts. Russian Psychiatric Journal. 2001; 1: 41-44.
Mironets E.N., Golenkov A.V., Karyshev P.B. Epidemiology of suicides in Cheboksary. Problems of examination in medicine. 2003; 3, 3 (11): 31-33.
Ivanichev G.A., Golenkov A.V., Orlov F.V. Differential diagnosis of headache in persons with mental disorders. Kazan Medical Journal. 2004; 85, 6: 418-424.
Golenkov A.V., Ivanichev G.A., Orlov F.V. Features of the clinical picture and treatment of headache in persons with mental disorders. Pain. 2005;3 (8): 27-30.
Tabakov V.A., Nikitin V.V., Golenkov A.V.  Epidemiological and prognostic aspects of drug addiction and HIV infection incidence at the regional level. Narcology. 2007; 6, 8 (68): 28-33.
Golenkov A.V., Andreeva A.P., Bulygina I.E. Frequency-quantitative indicators and motives for consumption of alcoholic beverages by medical students. Narcology. 2009; 8, 10 (94): 25-29.
- 2010

Golenkov A, Ungvari GS, Gazdag G. ECT practice and psychiatrists' attitudes towards ECT in the Chuvash Republic of the Russian Federation. Eur Psychiatry. 2010; Mar;25(2): 126-128. doi: 10.1016/j.eurpsy.2009.02.011
- 2011

Golenkov A, Tsymbalova A, Large M, Nielssen O. An international perspective on homicide and schizophrenia: a study from Chuvashia. Schizophr Res. 2011; Sep;131(1-3): 258-259. doi: 10.1016/j.schres.2011.01.024
Golenkov A, Large M, Nielssen O, Tsymbalova A. Characteristics of homicide offenders with Schizophrenia from the Russian Federation. Schizophr Res. 2011; Dec;133(1-3): 232-237. doi: 10.1016/j.schres.2011.07.008
Golenkov AV, Poluéktov MG. [Prevalence of sleep disorders in citizens of Chuvash Republic (results from complete interview study)]. Zh Nevrol Psikhiatr Im S S Korsakova. 2011; 111(6): 64-67.
- 2012

Golenkov A, Ungvari GS, Gazdag G. Public attitudes towards electroconvulsive therapy in the Chuvash Republic. Int J Soc Psychiatry. 2012; May; 58(3): 289-294. doi: 10.1177/0020764010394282
- 2013

Golenkov AV. [Experience of teaching the questions of alcoholism to medical students]. Zh Nevrol Psikhiatr Im S S Korsakova. 2013; 113(6 Pt 2): 75-79.
Golenkov A, Large M, Nielssen O. A 30-year study of homicide recidivism and schizophrenia. Crim Behav Ment Health. 2013; Dec; 23(5): 347-355. doi: 10.1002/cbm.1876
- 2014

Golenkov A, Nielssen O, Large M. Systematic review and meta-analysis of homicide recidivism and schizophrenia. BMC Psychiatry. 2014; Feb 18;14: 46. doi: 10.1186/1471-244X-14-46
Golenkov AV, Poluéktov MG, Nikolaev EL. [Recognition and awareness about stages of Alzheimer’s disease]. Zh Nevrol Psikhiatr Im SS Korsakova. 2014;114(11 Pt 2): 49-54. doi: 10.17116/jnevro201411411249-54
Large M, Golenkov A, Nielssen O. Fear of the (almost) unknown. Crim Behav Ment Health. 2014; Feb; 24(1): 1-4. doi: 10.1002/cbm.1895
- 2015

Golenkov AV, Kozlov VA, Sapozhnikov SP, Trofimova IN, Mikhaylov IV. [A clinical and psychological study of tobacco dependence in patients with alcoholism]. Zh Nevrol Psikhiatr Im S S Korsakova. 2015;115(4 Pt 2): 40-45. doi: 10.17116/jnevro20151154240-45
Kozlov VA, Sapozhnikov SP, Sheptuhina AI, Golenkov AV. [Parametabolism as Non-Specific Modifier of Supramolecular Interactions in Living Systems]. Vestn Ross Akad Med Nauk. 2015; (4): 397-402.
Kozlov VA, Sapozhnikov SP, Sheptuhina AI, Golenkov AV. [The comparative analysis of various amyloid models]. Vestn Ross Akad Med Nauk. 2015;(1):5-11. doi: 10.15690/vramn.v70i1.1225
Sapozhnikov SP, Kozlov VA, Golenkov AV, Kichigin VA, Karyshev PB, Samarkina OY. [The influence of alcohol consumption on the chronological patterns of sudden cardiac death]. Sud Med Ekspert. 2015; May-Jun; 58(3): 21-25. doi: 10.17116/sudmed201558321-25
- 2016

Golenkov A, Large M, Nielssen O, Tsymbalova A. Homicide and mental disorder in a region with a high homicide rate. Asian J Psychiatr. 2016; Oct;23:87-92. doi: 10.1016/j.ajp.2016.07.015
Golenkov AV, Poluektov MG. [Awareness on sleep hygiene rules in Russian population]. Zh Nevrol Psikhiatr Im S S Korsakova. 2016;116(8):57-61. doi: 10.17116/jnevro20161168157-61
Sapozhnikov SP, Kozlov VA, Karyshev PB, Kichigin VA, Golenkov AV. [The alcohol effect on natural chronobiological rhythms of suicidal activity in patients supervised by addiction treatment specialists and psychiatrists]. Zh Nevrol Psikhiatr Im S S Korsakova. 2016;116(11. Vyp. 2):30-35. doi: 10.17116/jnevro201611611230-35
- 2017

Golenkov AV, Kuznetsova-Moreva EA, Mendelevich VD, Nemtsov AV, Razvodovsky YE, Simonov AN, Shelygin KV. [The quality of research publications in psychiatry]. Zh Nevrol Psikhiatr Im S S Korsakova. 2017;117(11):108-113. doi: 10.17116/jnevro2017117111108-113
Nikolaev EL, Poluektov MG, Vasil’eva NV, Golenkov AV. [Psychotherapy in treatment and rehabilitation of patients with multiple sclerosis]. Zh Nevrol Psikhiatr Im S S Korsakova. 2017;117(12): 132-140. doi: 10.17116/jnevro2017117121132-140
- 2018

Golenkov AV, Orlov FV, Sapozhnikov SP, Kozlov VA. [Association of sleep disorders with headache]. Zh Nevrol Psikhiatr Im S S Korsakova. 2018;118(1):71-74. doi: 10.17116/jnevro20181181171-74
Golenkov AV, Poluektov MG. [A scientometric analysis of materials of 10 All-Russian conferences 'Modern problems of somnology' (1998-2016)]. Zh Nevrol Psikhiatr Im S S Korsakova. 2018; 118 (4. Vyp.2):139-144. doi: 10.17116/jnevro201811842139
Gu XJ, Chen R, Sun CH, Zheng W, Yang XH, Wang SB, Ungvari GS, Ng CH, Golenkov A, Lok GKI, Li L, Chow IHI, Wang F, Xiang YT. Effect of adjunctive ranitidine for antipsychotic-induced weight gain: A systematic review of randomized placebo-controlled trials. J Int Med Res. 2018;Jan;46(1):22-32. doi: 10.1177/0300060517716783
Голенков А.В. Постгомицидные самоубийства. Суицидология. 2018; 3(32): 3-15. doi: 10.32878/suiciderus.18-09-03(32)-3-15 .
- 2019

Golenkov AV, Filonenko VA, Filonenko AV. [Sleep disorders as one of the indicators of postpartum depression]. Zh Nevrol Psikhiatr Im SS Korsakova. 2019; 119 (4.Vyp.2): 81-88. doi: 10.17116/jnevro201911904281
Голенков АВ, Орлов ФВ, Булыгина ИЕ, Деомидов ЕС. Постгомицидные самоубийства в России. Суицидология. 2019; 10, № 2 (35): 32-41. doi: 10.32878/suiciderus.19-10-02(35)-32-41 .
Филоненко АВ, Голенков АВ, Филоненко ВА, Орлов ФВ, Деомидов ЕС. Самоубийства среди врачей и медицинских работников: обзор литературы. Суицидология. 2019; 10, № 3 (36): 42-58. doi: 10.32878/suiciderus.19-10-03(36)-42-58 .
- 2020

Golenkov AV, Kurakina NG, Vecherkina MI, Naumova TV, Filonenko AV. [Risk factors for obstructive sleep apnea in socio-demographic groups of the population of Chuvashia]. Zh Nevrol Psikhiatr Im S S Korsakova. 2020;120 (9. Vyp. 2): 74-79. doi: 10.17116/jnevro202012009274
Golenkov AV, Shmeleva SV, Bonkalo TI. [The prevalence of sleepiness in the population of one of the regions of Russia]. Probl Sotsialnoi Gig Zdravookhranenniiai Istor Med. 2020; Oct; 28 (Special Issue): 1113-1117. doi: 10.32687/0869-866X-2020-28-s2-1113-1117
Наумова ЕА, Бонкало ТИ, Голенков АВ, Шмелева СВ, Камынина НН, Дубровинская ЕИ, Шимановская ЯВ, Петрова ГД. Курительное поведение населения Чувашии по результатам динамического наблюдения. Здравоохранение Российской Федерации. 2020; 64, № 5: 271-277. doi: 10.46563/0044-197X-2020-64-5-271-277
Golenkov AV, Madyanov IV, Shmeleva SV, Petrova GD, Kamynina NN, Logachov NV. The relationship between body mass index and mental disorders in the adult population. Health Care of the Russian Federation. 2020; 64, № 6: 336-342. doi: 10.46563/0044-197X-2020-64-5-336-342
Филоненко АВ, Голенков АВ, Филоненко ВА, Орлов ФВ, Деомидов ЕС, Булыгина ИЕ. Суицидальное поведение лиц с умственной отсталостью: обзор литературы. Суицидология. 2020; 11, № 1 (38): 130-145. doi: 10.32878/suiciderus.20-11-01(38)-130-145 .
Голенков А. В. Подростковые постгомицидные самоубийства. Суицидология. 2020; 11. № 2 (39): 3-14. doi: 10.32878/suiciderus.20-11-02(39)-3-14 .
Голенков АВ. Постгомицидные самоубийства в художественной литературе. Суицидология. 2020; 11, № 3 (40); 17-32. doi: 10.32878/suiciderus.20-11-03(40)-17-32 .
- 2021

Mundt AP, Rozas Serri E, Siebenförcher M, Alikaj V, Ismayilov F, Razvodovsky YE, Hasanovic M, Marinov P, Frančišković T, Cermakova P, Harro J, Sulaberidze L, Kalapos MP, Assimov M, Nurmagambetova S, Ibishi NF, Molchanova E, Taube M, Chihai J, Dedovic J, Gosek P, Tataru N, Golenkov A, Lecic-Tosevski D, Randjelovic D, Izakova L, Švab V, Vohidova M, Kerimi N, Sukhovii O, Priebe S. Changes in national rates of psychiatric beds and incarceration in Central Eastern Europe and Central Asia from 1990-2019: A retrospective database analysis. Lancet Reg Health Eur. 2021; Jun 5; 7:100137. doi: 10.1016/j.lanepe.2021.100137
Голенков АВ, Бонкало ТИ, Камынина НН, Шмелева СВ. Осведомлённость населения о депрессии и методах её лечения. Здравоохранение Российской Федерации. 2021; 65, № 5: 425-31. doi: 10.47470/0044-197x-2021-65-5-425-431.
Козлов ВА, Голенков АВ, Сапожников СП. Роль генома в суицидальном поведении (обзор литературы). Суицидология. 2021; 12, № 1 (42): 3-22. doi: 10.32878/suiciderus.21-12-01(42)-3-22 .
Голенков АВ, Орлов ФВ, Деомидов ЕС, Булыгина ИЕ. Попытка постгомицидного самоубийства больного с психотической депрессией после перенесённой коронавирусной инфекции (клинический случай). Суицидология. 2021; 12, № 1 (42): 137-48. doi: 10.32878/suiciderus.21-12-01(42)-137-148 .
Козлов ВА, Сапожников СП, Голенков АВ. Суицидальное поведение: генетический аспект гендерного парадокса. Суицидология. 2021; 12, № 2 (43): 31-50. doi: 10.32878/suiciderus.21-12-02(43)-31-50 .
Голенков АВ, Филоненко ВА, Сергеева АИ, Филоненко АВ, Зольников ЗИ. Суицидальное поведение при деменциях. Суицидология. 2021; 12, № 2 (43): 91-113. doi: 10.32878/suiciderus.21-12-02(43)-91-113 .
Голенков АВ. Самоубийства после детоубийства. Суицидология. 2021; 12, № 3 (44): 27-38. doi: 10.32878/suiciderus.21-12-03(44)-27-38 .
Малышева ВА, Голенков АВ. Самоубийства в трагедиях У. Шекспира. Суицидология. 2021; 12, № 4 (45): 69-81. doi: 10.32878/suiciderus.21-12-04(45)-69-81 .
- 2022

Golenkov A, Large M, Nielssen O, Tsymbalova A. Forty-year study of rates of homicide by people with schizophrenia and other homicides in the Chuvash Republic of the Russian Federation. BJPsych Open. 2022; 8(1): e3. doi: 10.1192/bjo.2021.1048
Mundt AP, Rozas Serri E, Irarrázaval M, O’Reilly R, Allison S, Bastiampillai T, Musisi S, Kagee A, Golenkov A, El-Khoury J, Park SC, Chwastiak L, Priebe S. Minimum and optimal numbers of psychiatric beds: expert consensus using a Delphi process. Mol Psychiatry. 2022; Jan 21: 1-7. doi: 10.1038/s41380-021-01435-0
Sapozhnikov S, Golenkov A, Rihmer Z, Ungvari GS, Gazdag G. Weekly patterns of suicide and the influence of alcohol consumption in an urban sample. Ideggyogy Sz. 2022; Mar 31;75(3-04): 99-104. doi: 10.18071/isz.75.0099
Orlov F.V., Golenkov A.V., Deomidov E.S., Bulygina I.E. Household gas explosion as a method of homicides and suicides committed by persons with mental disorders: a series of cases in the regions of Russia (2012-2021). Suicidology. 2022; 13 (1): 45-58. doi.org/10.32878/suiciderus.22-13-01(46)-45-58
Golenkov A.V. Spousal (partner) post-homicidal suicides (according to electronic media in the regions of Russia). Suicidology. 2022; 13 (1): 105-117. doi.org/10.32878/suiciderus.22-13-01(46)-105-117
Golenkov A.V., Zotov P.B. Comparison of post-homicidal suicides with common homicides and suicides at the federal level. Suicidology. 2022; 13 (2): 18-27. doi.org/10.32878/suiciderus.22-13-02(47)-18-27
Filonenko A.V., Golenkov A.V., Filonenko V.A., Sergueeva A.I. Suicidal-homicidal behavior of cares of persons with dementia. Suicidology. 2022; 13 (2): 61-73. doi.org/10.32878/suiciderus.22-13-02(47)-61-73
Golenkov A.V., Zotov P.B. Analysis of suicide aggressors after mass murder. Suicidology. 2022; 13 (3): 39-57. doi.org/10.32878/suiciderus.22-13-03(48)-39-57
Kozlov V.A., Sapozhnikov S.P., Golenkov A.V. Regional dynamics of gender suicidality rate. Suicidology. 2022; 13 (3): 103-113. doi.org/10.32878/suiciderus.22-13-03(48)-103-113
Golenkov A.V. Suicides after Mercy killing. Suicidology. 2022; 13 (4): 27-37. doi.org/10.32878/suiciderus.22-13-04(49)-27-37
Kozlov V.A., Golenkov A.V., Ivanova D.A., Bachman E.K. Suicides in the Chuvash Republic (according to electronic media in 2002—2021). Suicidology. 2022; 13 (4): 80-90. doi.org/10.32878/suiciderus.22-13-04(49)- 80-90
- 2023

Kozlov V.A., Golenkov A.V., Deomidov E.S. Pathomorphosis of suicidal behavior on the example of choosing methods of suicide. Suicidology. 2023; 14 (1): 3-13. doi.org/10.32878/suiciderus.23-14- 01(50)-3-13
Golenkov A.V. Post-homicidal suicides and mental disorders. Suicidology. 2023; 14 (1): 131-153. doi.org/10.32878/suiciderus.23-14-01(50)-131-153
Kozlov VA, Golenkov AV, Bulygina IE. Methods and means of medical prevention of suicide. Suicidology. 2023; 14 (2): 36-58. doi.org/10.32878/suiciderus.23-14-02(51)-36-58
Golenkov AV, Zolnikov ZI. Influence of the alcohol intoxication and type of alcoholic beverage on the features of homicide. Suicidology. 2023; 14 (2): 104-116. doi.org/10.32878/suiciderus.23-13- 02(51)-104-116
Kozlov VA, Golenkov AV, Orlov FV. Epigenetics, genetics and biochemistry of suicide. Suicidology. 2023; 14 (3): 27-50. doi.org/10.32878/suiciderus.23-14-03(52)-27-50
Golenkov AV, Zotov PB, Kozlov VA, Filonenko AV. Mass murders with gun weapons in modern Russia. Suicidology. 2023; 14 (3): 107-118. doi.org/10.32878/suiciderus.23-14-03(52)-107-118
Kozlov VA, Golenkov AV. Biology of suicidality. Twins and suicides. Suicidology. 2023; 14 (4): 3-38. doi.org/10.32878/suiciderus.23-14-04(53)-3-38
Golenkov AV, Egorova KA, Taykina YaD, Orlov FV. Suicides among children and adolescents in Russia. Suicidology. 2023; 14 (4): 71-81. doi.org/10.32878/suiciderus.23-14-04(53)-71-81
Golenkov AV, Shmeleva SV, Bonkalo TI. Public awareness about intellectual disability, its causes and effectiveness of interventions by specialists. Problemi socialnoi gigieni, zdravookhranenia i istorii meditsini [The problems of social hygiene, public health and history of medicine]. 2023; 31 (Special Issue 2): 1225-1230. doi: http://dx.doi.org/10.32687/0869-866X-2023-31-s2-1225-1230
- 2024

Balcioglu YH, Golenkov AV, Yildiz A, Uzlar RD, Oncu F. Homicide perpetrators with psychotic illness found not criminally responsible in Turkiye and Russia: An international comparison. Int J Law Psychiatry. 2024 Mar-Apr; 93:101962. doi: 10.1016/j.ijlp.2024.101962
Kozlov VA, Golenkov AV, Zotov PB, Bulygina IE. Debate aspects of suicidology: the relationship of neuroinflammatory with suicidal behavior in mentally healthy people. Part I. Suicidology. 2024; 15 (1): 3-30. doi.org/10.32878/suiciderus.24-15-01(54)-3-30
Mahesar R.A., Golenkov A.V., Fazail A., Mustafa A.R.Ul., Zotov P.B., Shoib Sh. Homicide-suicide in Russia and Pakistan: observations from press media reports. Omega. Journal of Death and Dying. 2024. Sep 27:302228241287850. doi: 10.1177/00302228241287850
Golenkov AV, Naumova EA, Bonkalo TI, Shmeleva SV. Tobacco consumption dynamics before and after the COVID-19 pandemic. Probl Sotsialnoi Gig Zdravookhranenniiai Istor Med. 2024 Oct; 32(Special Issue 2): 1094-1099. doi: 10.32687/0869-866X-2024-32-s2-1094-1099
Kozlov V.A., Golenkov A.V., Zotov P.B. Debate aspects of suicidology: the relationship of neuroinflammatory with suicidal behavior in persons with mental disorders. Part II. Suicidology. 2024; 15 (2): 29-56. (In Russ / Engl) doi.org/10.32878/suiciderus.24-15-02(55)-29-56
Golenkov A.V., Kozlov V.A., Filonenko A.V. Suicide inside hospitals. Suicidology. 2024; 15 (2): 94-112. (In Russ / Engl) doi.org/10.32878/suiciderus.24-15-02(55)-94-112
Kozlov V.A., Golenkov A.V., Filonenko A.V. Features of suicidal behavior in childhood. Suicidology. 2024; 15 (3): 20-47. (In Russ / Engl) doi.org/10.32878/suiciderus.24-15-03(56)-20-47
Khusainova A.A., Kozlov V.A., Golenkov A.V. Pedigree analysis of suicidal behaviour accumulation within family. Suicidology. 2024; 15 (3): 74-92. (In Russ / Engl) doi.org/10.32878/suiciderus.24-15-03(56)-74-92
Kozlov V.A., Golenkov A.V., Deomidov E.S., Orlov F.V. Suicide as a multifactorial pathology. Suicidology. 2024; 15 (4): 29-50. (In Russ / Engl) doi.org/10.32878/suiciderus.24-15-04(57)-29-50
Golenkov A.V., Kozlov V.A., Filonenko A.V., Zotov P.B. Snake venom as a means of murder and suicide. Suicidology. 2024; 15 (4): 94-113. (In Russ / Engl) doi.org/10.32878/suiciderus.24-15-04(57)-94-113
2025
Golenkov A.V., Zotov P.B., Umansky M.S. Prevalence, dynamics and causes of homicides committed by alcoholics (forensic psychiatric and regional aspects). Siberian Herald of Psychiatry and Addiction Psychiatry. 2025; 2 (127): 53-61. https://doi.org/10.26617/1810-3111-2025-2(127)-53-61
Golenkov A.V., Zotov P.B., Sakharov S., Mateykovich M. Features of Cases of Animal Hoarding Disorder in the Regions of Russia. Psychiatry psychotherapy and clinical psychology, 2025; 2 (16): 189-195. https://doi.org/10.34883/PI.2025.16.2.006